# Schempp-Hirth Standard Cirrus
Standard Cirrus je nemško jadralno letalo razred standard. Zasnoval ga je Klaus Holighaus, prvič je poletel marca 1969. Ima 15 metrski razpon kril in nima zakrilc. 
Proizvajalo ga je podjetje Schempp-Hirth v letih 1969−1985, skupno z licenčnimi je bilo okrog zgrajeno 838 letal. Okrog 200 letal so zgradili pod licenco pri Grob-u, 38 pri francoskem Lanaverre Industrie in okrog 100 pri jugoslovanskem Vazduhoplovno tehnicki centar Vrsac - VTC.

## Specifikacije
- Posadka: 1
- Kapaciteta vodnega balasta: 80 kg (176 lb) water ballast
- Dolžina: 6,35 m (20 ft 10 in)
- Razpon kril: 15,00 m (49 ft 3 in)
- Višina: 1,32 m (4 ft 4 in)
- Površina kril: 10,0 m2 (108 ft2)
- Vitkost krila: 22,5
- Aeroprofil: FX S-02-196 modificirana
- Prazna teža: ca. 215 kg (473 lb)
- Gros teža: 390 kg (860 lb)

- Maks. hitrost: 220 km/h (140 mph)
- Jadralno število: 38,5
- Hitrsot padanja: 0,6 m/s (120 ft/min)

## GLej tudi
- Grob G102 Astir
- Schleicher ASW 19
- Seznam jadralnih letal